# Potomac Highlands
Les Potomac Highlands de Virginie-Occidentale ou simplement les Potomac Highlands (en français les Hauts plateaux du Potomac de Virginie-Occidentale) est une région du nord de l'état américain de Virginie Occidentale, dans l'Est des États-Unis. Elle est centrée sur cinq comtés de cet État —  Grant , Hampshire, Hardy, Mineral et Pendleton — dans le bassin supérieur du fleuve Potomac, dans la partie occidentale de la Panhandle orientale de la Virginie-Occidentale (en), à la frontière du Maryland et de la Virginie. En raison de la proximité géographique, de la topographie, des paysages similaires et d'une  culture et d'une histoire partagées, les Potomac Highlands incluent également les comtés de Pocahontas, Randolph et Tucker, même s'ils se trouvent dans les bassins hydrographiques de la rivière Monongahela ou de la rivière New et non dans celui du Potomac . 
Les hautes terres du Potomac chevauchent largement, mais sans être identiques, la région des Monts Allegheny (Allegheny Highlands ou High Alleghenies), qui comprend des montagnes relativement hautes et escarpées le long et près du Allegheny Front (en) depuis l'extrême sud de la Pennsylvanie, en   traversant le Maryland et la Virginie-Occidentale jusqu'à la Virginie adjacente.